# Jednačina brzine
Jednačina brzine ili zakon brzine hemijskih reakcija je jednačina koja povezuje reakcionu brzinu sa koncentracijama ili pritistcima reaktanata i konstantnim parametrima (normalno konstantom brzine i parcijalnim redovima reakcije). Za mnoge reakcije brzina je data putem stepenim zakonom kao što jeČ
{\displaystyle r\;=\;k[\mathrm {A} ]^{x}[\mathrm {B} ]^{y}}
gde [A] i [B] izražavaju koncentraciju reaktanata A i B, respektivno (obično su izražene u molovima po litru (molarnost, M)). Eksponenti x i y su parcijalni redovi reakcije i moraju se odrediti eksperimentalno; oni su obično jednaki sa stehiometrijskim koeficijentima. Konstanta k je konstanta brzine reakcije ili koeficijent brzine reakcije. Vrednost koeficijenta k može da bude zavisna od uslova kao što su temperatura, jonska jačina, veličine površine adsorbenta, ili svetlosna iradijacija.
Za elementarne reakcije, kojse se sastoje od jednog koraka, red je jednak molekularnosti kao što predviđa koliziona teorija. Na primer, bimolekularna elementarna reakcija A + B → produkti je sveukupno rakcija drugog reda i prvog reda za svaki reaktant, sa jednačinom brzine {\displaystyle r\;=\;k[\mathrm {A} ][\mathrm {B} ]}. Za multistepene reakcije, red svakog stepena je jednak molekularnosti, mada to u opštem slučaju nije tačno za sveukupni red reakcije.
Jednačina brzine reakcije sa pretpostavljenim višestepnim mehanizmom se obično može teoretski izvesti koristeći pretpostavke kvazi-stabilnog stanja bazirane na elementarnim reakcijama, i upoređivanjem sa eksperimentalnom jednačinom brzine radi testiranja pretpostavljenog mehanizma. Jednačina može da ima frakcione redove, i može da bude zavisna od koncentracije intermedijera.
Jednačina brzine je diferencijalna jednačina, koja se može integrirati da bi se dobila integrirana jednačina brzine koja povezuje koncentracije reaktanata ili produkata sa vremenom.